# Ojital Santa María (västra Álamo Temapache kommun)
Ojital Santa María är en ort i Mexiko.   Den ligger i kommunen Álamo Temapache och delstaten Veracruz, i den sydöstra delen av landet, 220 km nordost om huvudstaden Mexico City. Ojital Santa María ligger 54 meter över havet och antalet invånare är 326.
Terrängen runt Ojital Santa María är huvudsakligen platt, men söderut är den kuperad. Runt Ojital Santa María är det ganska tätbefolkat, med 65 invånare per kvadratkilometer. Närmaste större samhälle är Álamo, 17,1 km öster om Ojital Santa María. Trakten runt Ojital Santa María består till största delen av jordbruksmark.